# One Busy Hour
One Busy Hour é um filme mudo norte-americano de 1909 em curta-metragem, do gênero drama, dirigido por D. W. Griffith com interpretação dos atores John R. Cumpson, Herbert Prior, Mack Sennett, Harry Solter e Charles Avery.